# Физикогеографско райониране
Физикогеографското райониране (ФГР) е система от териториални подразделения на земната повърхност (региони), притежаващи вътрешно единство и своеобразни природни дадености. Процесът на тяхното обособяване е една от формите на синтез във физическата география. ФГР може да се определи и като своеобразно систематизиране на природните териториални комплекси (ПТК) и като метод за обособяване на индивидуалните специфики на отделни части от географската обвивка. В същото време както типологичния подход във физическата география способства за установяване на сходствата на ПТК, така и ФГР позволява те (ПТК) да се сведат в класификационни групи – типове, класове, видове и т.н. ФГР включва изучаването на съподчинените ПТК (физикогеографски страни, зони, райони и др.) и съставянето на техните всестранни характеристики. Изследването на малките териториални комплекси (местности, фации), влизащи в състава на географския ландшафт, обичайно не се причисляват към ФГР, но някои изследователи ги включват в сферата на ФГР на ПТК от всички рангове. Районирането може да стане и по комплексни признаци, обхващащи всички или почти всички компоненти на природната среда (комплексно ФГР, или ландшафтно райониране) и по каквито и да е други признаци – релеф, климат, почви и др. (частно, или отраслово, природно райоране).

## Историческа справка
До XIX век районирането се е осъществявало без научна основа, по отделни най-лесно уловими външни признаци (орография, речни басейни, политически граници) и без ясни разграничения на физикогеографски и икономически показатели. През втората половина на XIX век, когато интензивно се формират частни географски дисциплини се активизира и разработката на отраслови схеми на природно райониране (климатично, биогеографско и др.). В качеството си на самостоятелно направление се явява икономическото райониране. Първоначално теоретичните предпоставки за разработването на комплексно ФГР били създадени в трудовете на Василий Василиевич Докучаев (1846 – 1903) в края на XIX век. Идеята за природните зоналности била положена в основата на първите схеми на ФГР на Европейска Русия (Гавраил Иванович Танфилев, 1897) и Азиатска Русия (Лев Семьонович Берг, 1913). В началото на XX век проблемите на ФГР започнали широко да се обсъждат и от немски, английски и американски географи (Е. Хърбъртсън, Зигфрид Пасарге и др.).

## Физикогеографски региони
Болшинството от географите изхождат от признаването на обективното съществуване на физикогеографски региони, всеки от които е ограничен от естествени граници, имащи повече или по-малко ясен характер. Целостта и вътрешното единство на всеки отделен регион се определя от общата история на неговото развитие и географско положение, единството на множеството от природни процеси (циркулация на атмосферата, влажността, миграцията на химическите елементи) и пространствената съпоставимост на неговите отделни части. Формирайки се в процеса на развитие и диференциация на земната повърхност, физикогеографските региони имат своя история и възраст, което определя необходимостта от историко-генетичен подход при районирането.
На всеки регион въздействат зонални (определяни от разпределението на слънчевата радиация по земната повърхност) и азонални фактори (особености в хипсометричното положение, състава и движението на земната кора, съотношението между суша и вода). Поради това теоретичната основа на ФГР съставлява закономерността на териториалната физикогеографска диференциация. Едновременно с това в географската обвивка непрекъснато действат процеси на интеграция, свързващи (посредством циркулацията на въздушните маси, речния отток, денудацията на скалния материал, миграцията на растенията и животните) разнородните участъци от земната повърхност в сложни териториални системи. Най-тесни и същевременно разнообразни връзки се наблюдават между различните участъци от земната повърхност (между склоновете и подножията на планините, водоемите и техните водосбори и др.). При увеличаване на размерите и сложността на териториите и в зависимост от особеностите на разположение на отделните части по отношение към господстващите въздушни маси, орографски бариери и др. „тясната“ географска връзка обичайно отслабва и степента на пространствената еднородност намалява. Всичко това предизвиква необходимостта от наличието на различни физикогеографски региони от различен ранг и използването на многостепенна система на ФГР.
По зонални признаци последователно се обособяват Физикогеографски пояси, физикогеографски зони и физикогеографски подзони, а по азонални – физикогеографски страни и физикогеографски области. Поради нееднаквата степен на въздействие на океаните върху природата на континентите в пределите на последните се обособяват физикогеографски сектори (океански, преходни от океански към континентални, континентални и рязко континентални). Между зоналните и азоналните единици за райониране съществуват сложни съотношения. Природата на всяка зона притежава своеобразни черти в различните физикогеографски страни и области, във връзка с което се образуват производни регионални единици, имащи едновременно зонален и азонален характер – зонални участъци от физикогеографските страни, наречени физикогеографски провинции. Завършващата степен на райониране в повечето от схемите на ФГР е физикогеографския район, отговарящ условно със своята еднородност както в зонално, така и в азонално отношение. На практика в регионалните физикогеографски характеристики, съдържащи се в схемите на райониране, обичайно се използват системи от единици за райониране, при които поотделно се използват зонални и азонални признаци (страна – зона – област – провинция – район).
При ФГР на планинските територии ролята на най-важен критерий придобива структурата на височинната зоналност: различни планински провинции и райони със свойствени специфични спектри, зависещи от широчинното или меридоналното разположение на съответната планинска система, нейната абсолютна височина, ориентирането на хребетите и експозицията на склоновете.
Обособяването на по-малки физикогеографски единици във ФГР се съпровожда със съставянето на текстови характеристики, осъществявани както „отгоре“, така и „отдолу“, което се явява отражение на процесите на физикогеографската диференциация и интеграция. По пътя на анализа на водещите (зонални и азонални) фактори на регионалната физикогеографска диференциация с използването на разнообразни картографски материали и литературни източници се съставя принципиална схема на последователното деление на съответните територии „отгоре надолу“, т.е от висшите степени на ФГР към низшите. След това тази схема се уточнява и детайлизира „отдолу нагоре“, т.е по пътя на последователната интеграция от простите природни комплекси към по-сложните (местности – в ландшафти, ландшафти – в провинции и т.н.). Използването на ландшафтни карти позволява да се определи разположението на природните комплекси от различен ранг и съотношенията между тях. Явявайки се важна основа за всестранните комплексни отчети и оценки на природните условия и ресурси, ФГР се използва за разнообразни практически цели (селскостопански, инженеро-строителни, транспортни, медицински, рекреационни и др.), а също и при районните планировки. Практическото значение на това или онова ФГР се определя от неговата детайлност, а също и от целевата насоченост на отделните региони, с акцент на тези показатели на природната среда, които са съществени за решаването на дадена задача.

## Вижте още
- Физикогеографски пояси
- Физикогеографски зони
- Физикогеографски подзони
- Физикогеографски страни
- Физикогеографски области.